# Wieża kościoła Najświętszej Marii Panny w Amersfoort
Wieża Najświętszej Marii Panny w Amersfoort, Onze-Lieve-Vrouwetoren (nl.) – wieża kościelna położona w historycznym centrum Amersfoort (Prowincja Utrecht, Holandia). Zbudowana w stylu późnogotyckim, wraz z barokowym hełmem liczy 98,33 metrów wysokości i jest trzecią co do wysokości wieżą w Holandii (po wieży katedry Św. Marcina w Utrechcie i Nieuwe Kerk w Delfcie). Potocznie znana jako Lange Jan (Długi Jan). Pierwotnie stanowiła zachodnią część kościoła, który został zniszczony pod koniec XVIII w.

## Dzieje kościoła i wieży
Metryka kościoła Najświętszej Marii Panny sięga XIV wieku, kiedy to w tym miejscu wzniesiono kaplicę, która w następnym stuleciu została zastąpiona trójnawowym kościołem. Budowa trwała od około 1444 do 1470. Akta z budowy kościoła nie dotrwały ze względu na zniszczenia kościoła i parafii przez protestantów w 1570. Wieża kościoła dwukrotnie płonęła, w 1651 kiedy to spłonął pierwotny gotycki hełm i zastąpiony barokowym oraz w 1804. Kościół został zburzony w XVIII wieku. Ocalała wieża była trzykrotnie konserwowana, w latach 1912–1932, w 1965–1970 i w 1993–1996. W 1986 zostały zbadane tereny dawnego kościoła i na podstawie znalezionych pozostałości poznano pierwotną strukturę przestrzenną dawnej świątyni.
Na wieży zachowały się dwa carillony, starszy wykonany przez François Hemony’ego z 1659–1664 liczący 35 dzwonów oraz odlany w 1997 w pracowni Eijsboutsa, który liczy 53 dzwony.

## Architektura
Stanowiąca niegdyś zachodnią część trójnawowego kościoła wieża jest zbudowana na planie czworoboku. Liczy sześć kondygnacji. Na zewnątrz wyróżniają się trzy części (zwieńczone ażurowymi balustradami), dwie na planie czworoboku, trzecia górna ma plan oktogonalny. Konstrukcję wieży wzmacniają narożne przypory, przyozdobione pinaklami. Ściany przeprute są smukłymi ostrołukowymi oknami, wzbogaconymi maswerkami. W środkowej partii każdy bok ma po trzy okna, przy czym dwa okna flankujące okno środkowe są zamurowane. Górna, oktogonalna część charakteryzuje się przezroczystością konstrukcji – okna wypełniają niemal całą powierzchnię ściany. U góry okna tej strefy zdobią wimpergi. Całość wieńczy ozdobny, barokowy hełm z latarnią.

## Gotyckie konsole
Na elewacjach wieży zachowała się późnogotycka rzeźba architektoniczna, którą tworzy 12 konsol figuralnych. Poprzednie figury, z początku XX wieku, wykonane z bazaltu ze względu na silnie uszkodzenia zostały w latach 1993–1996 zastąpione nowymi rzeźbami dłuta Tona Mooya. Wykonane są ze skały wulkanicznej, przedstawiają postaci o różnych profesjach, kilka z nich przedstawia takie znane osoby takie jak:
- Hendrika van Vianden – biskup Utrechtu, który nadał Amersfoort prawa miejskie w 1259
- Margriete Gijsen – fundatorka figury Marii stojącej na kanale koło Kamperpoort (powstała w 1444)
- Davida van Bourgondië – biskup Utrechtu, który piastował urząd kiedy wzniesiono kościół NMP w Amersfoort
- Leendert Nicasius – miejski stolarz, który ocalił kościół przed rozprzestrzenieniem pożaru wywołanego przez uderzenie pioruna.

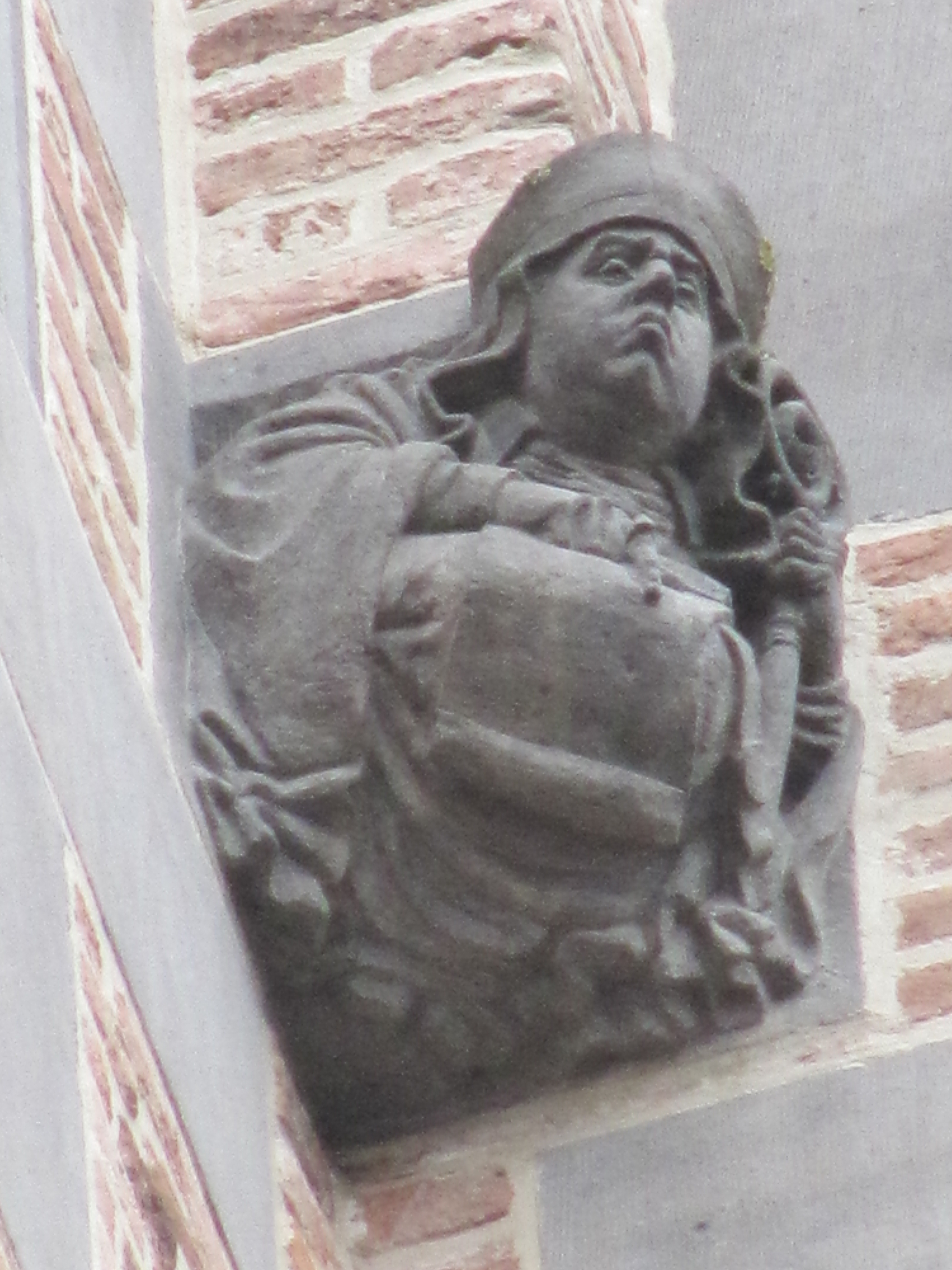
Hendrik van Vianden
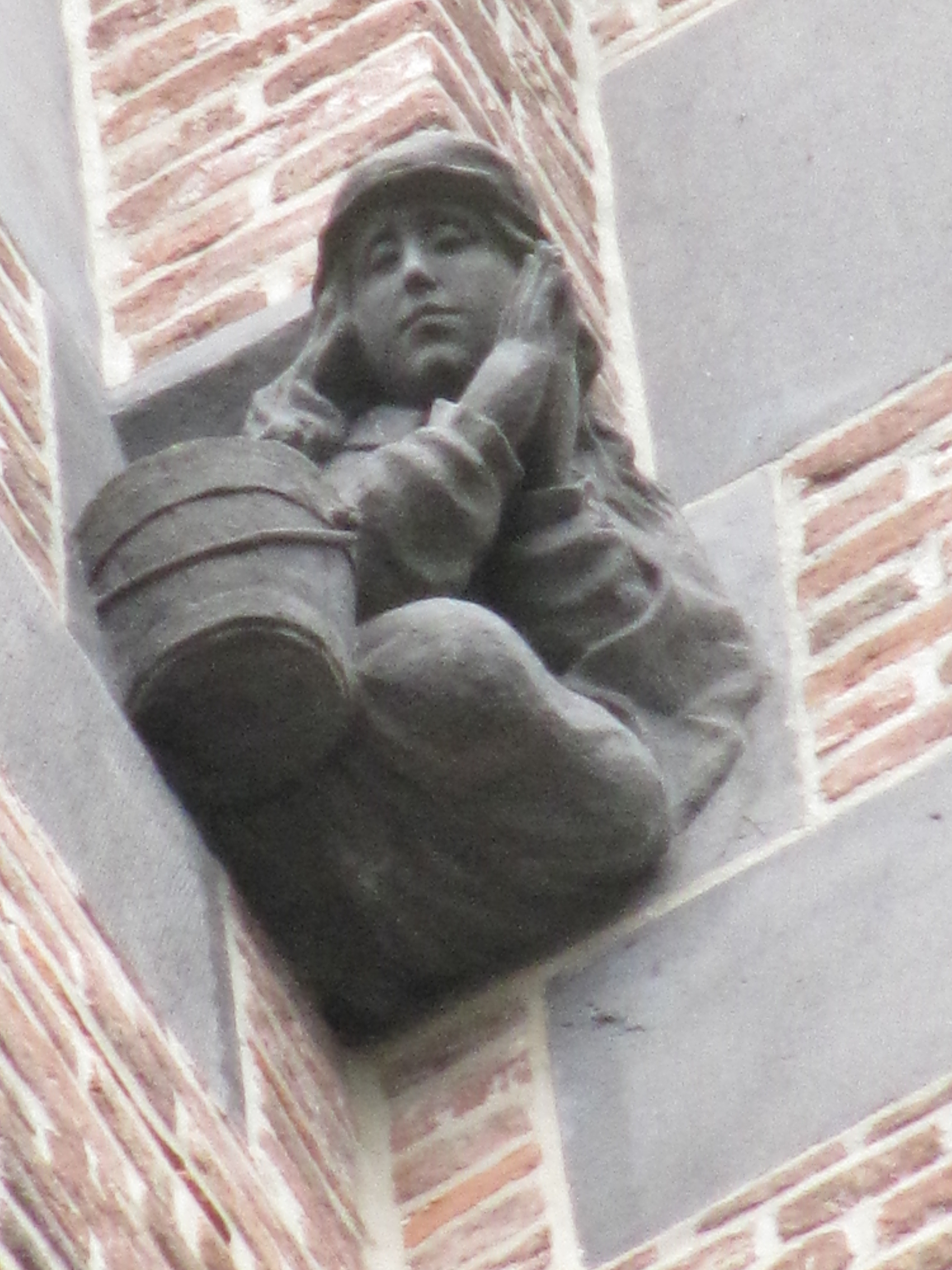
Margriete Gijsen
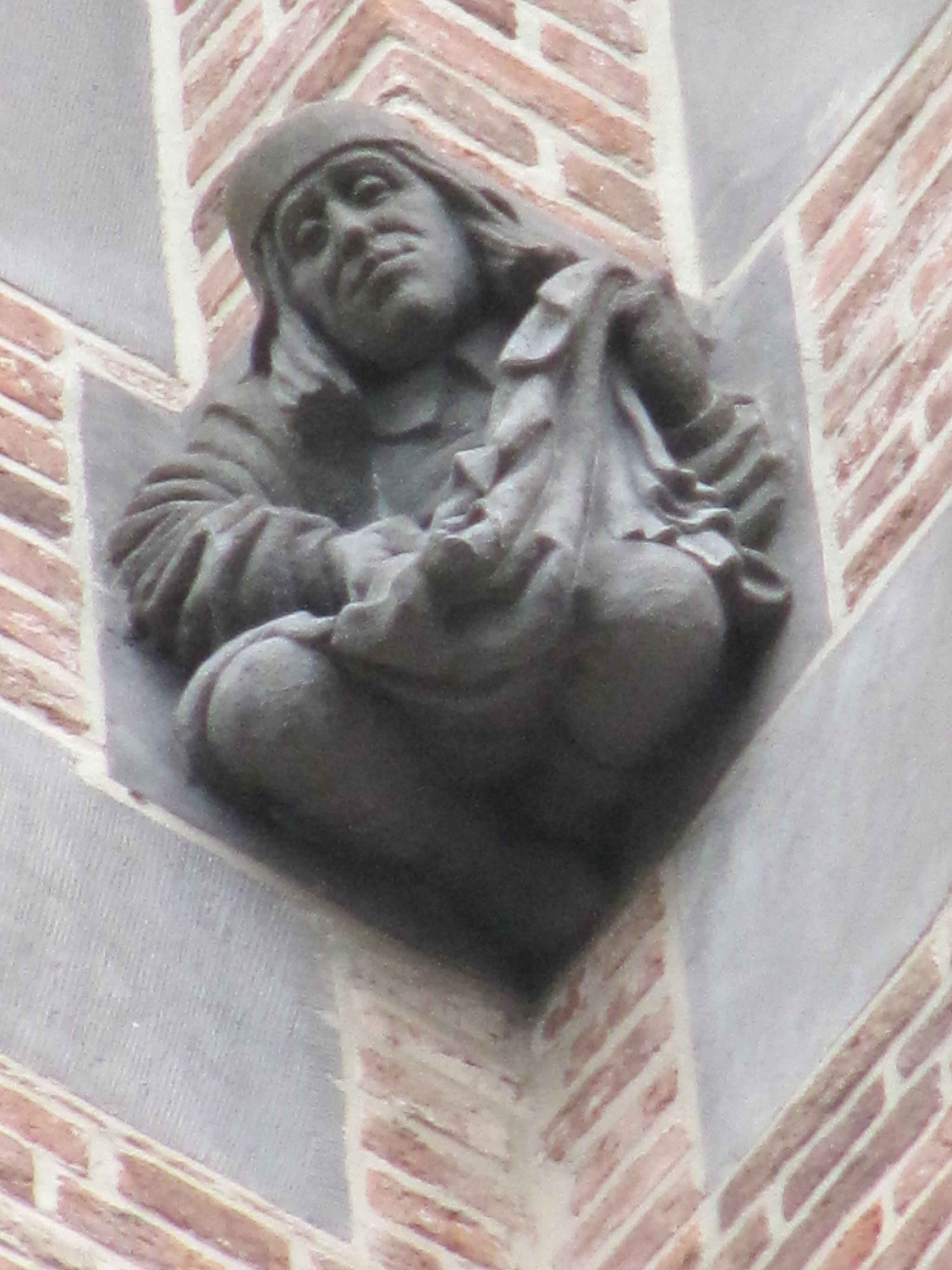
Tkacz
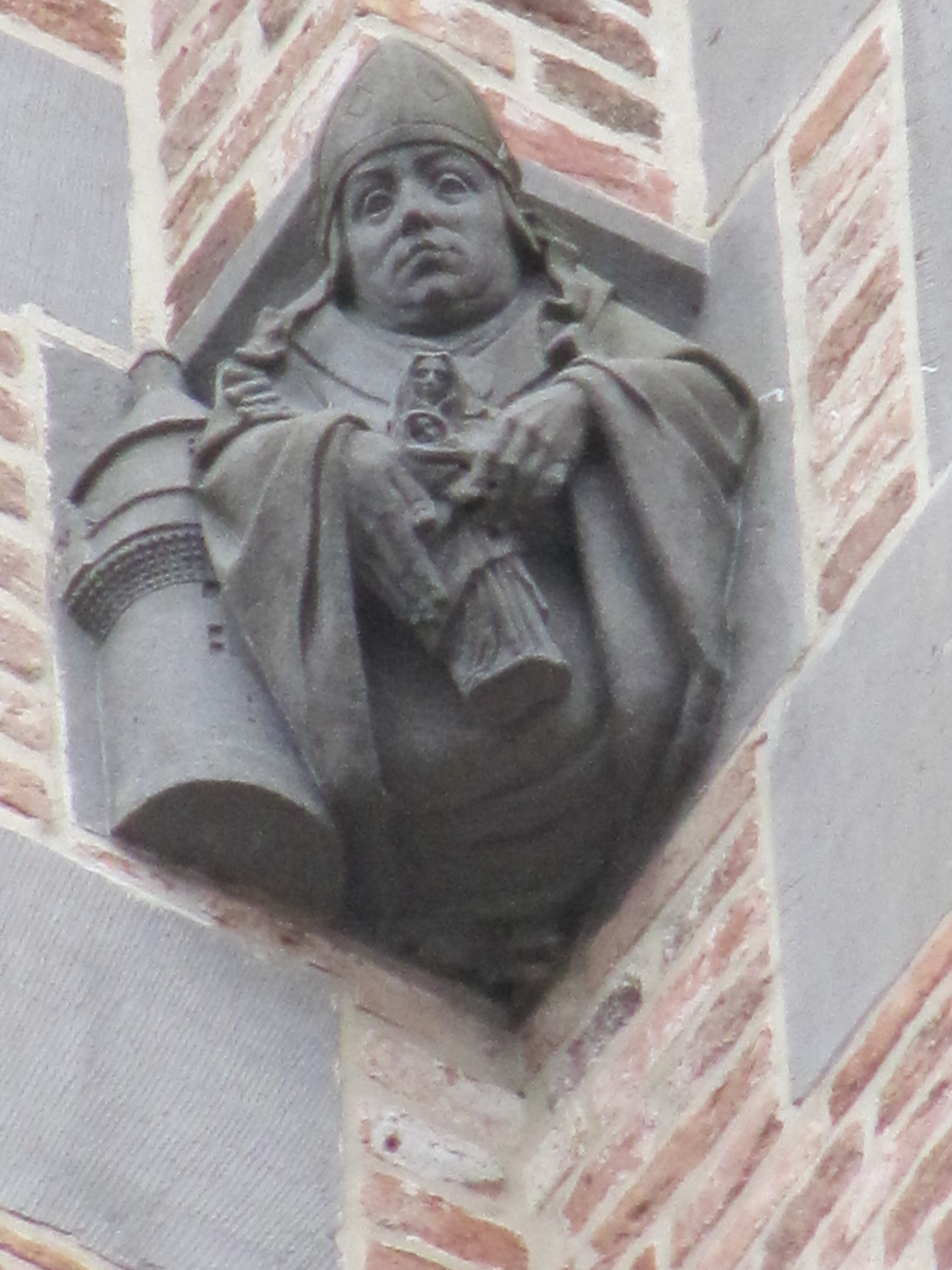
Dawid z Burgundii

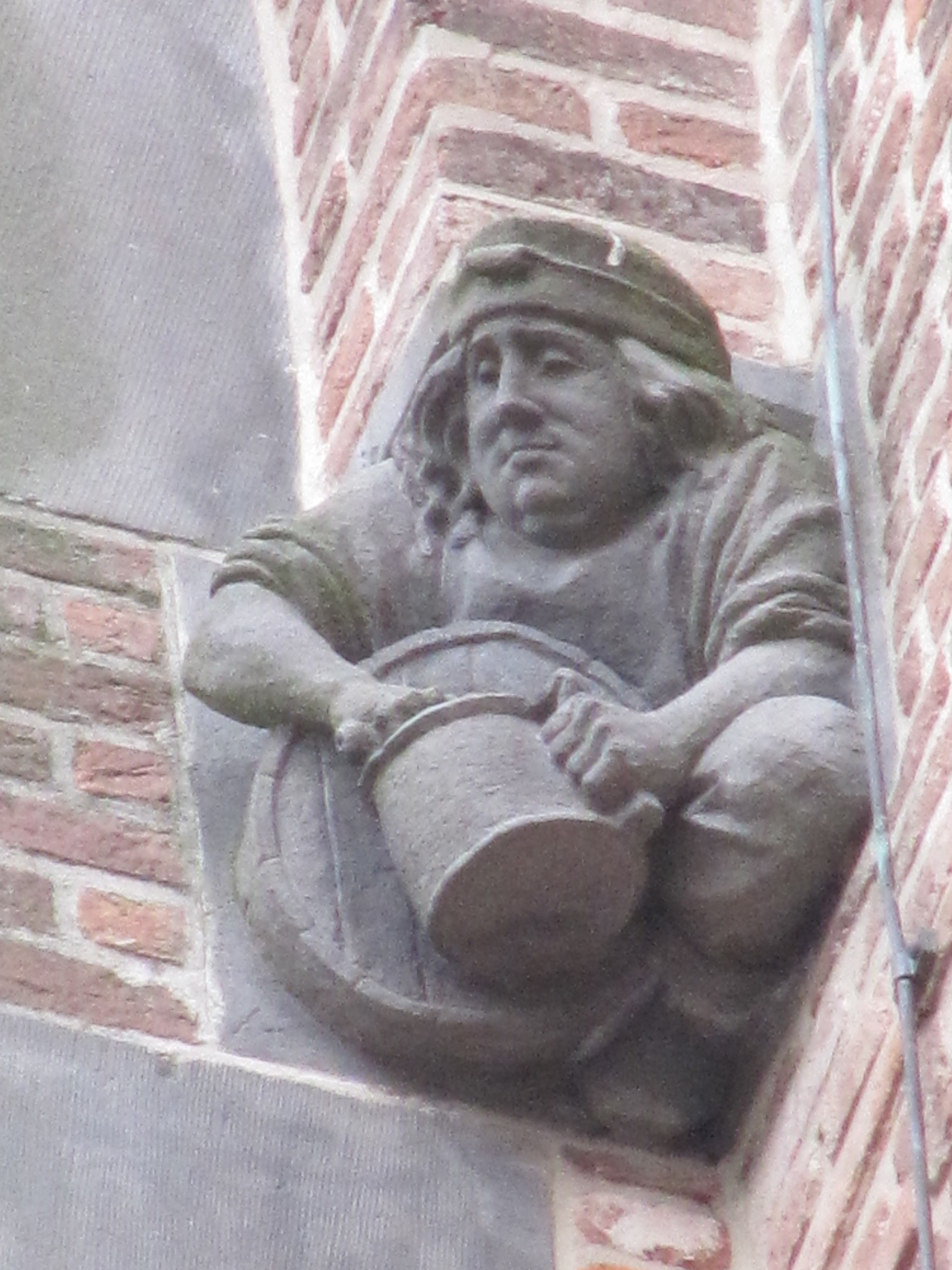
Piwowar
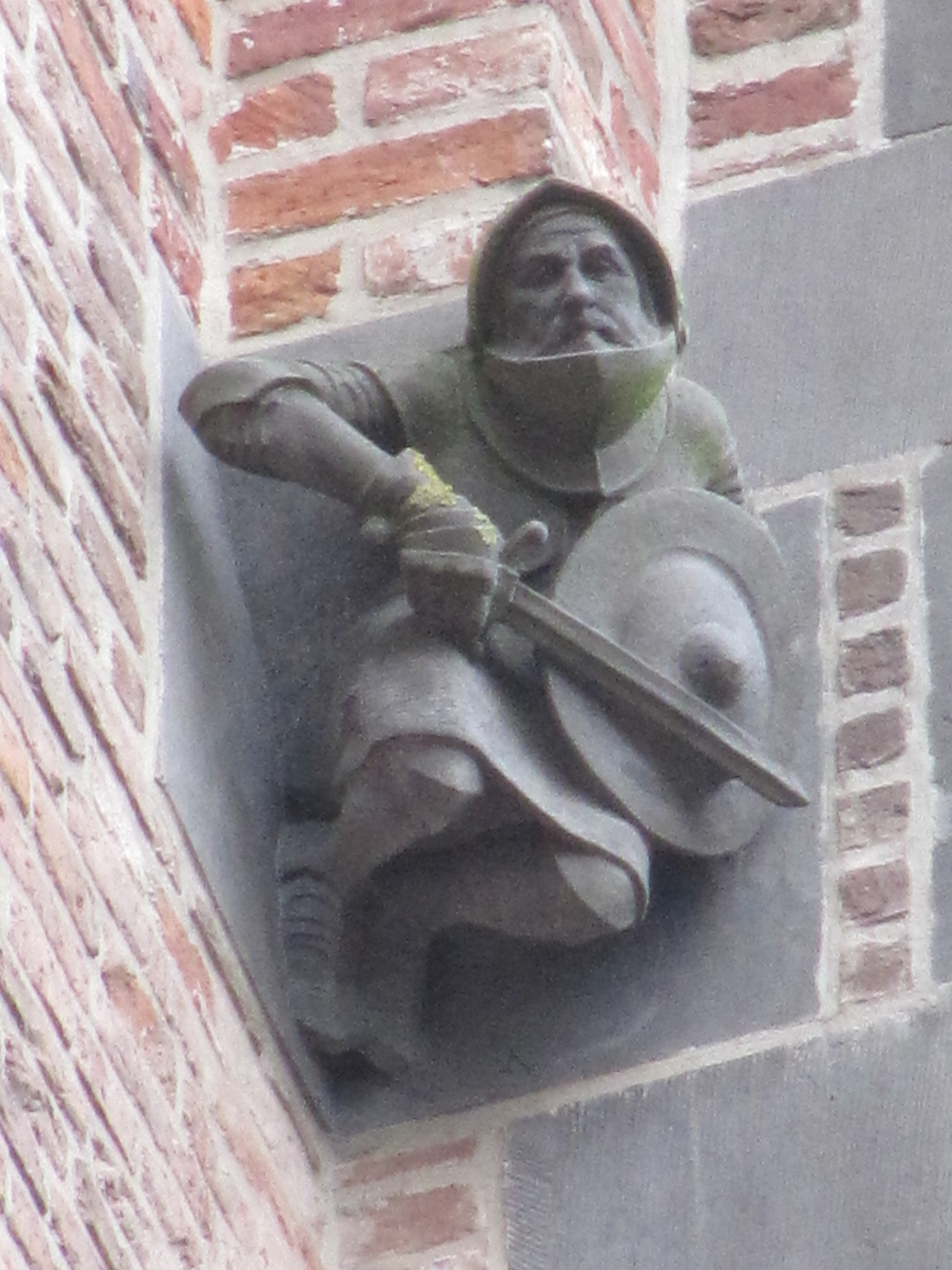
Rycerz
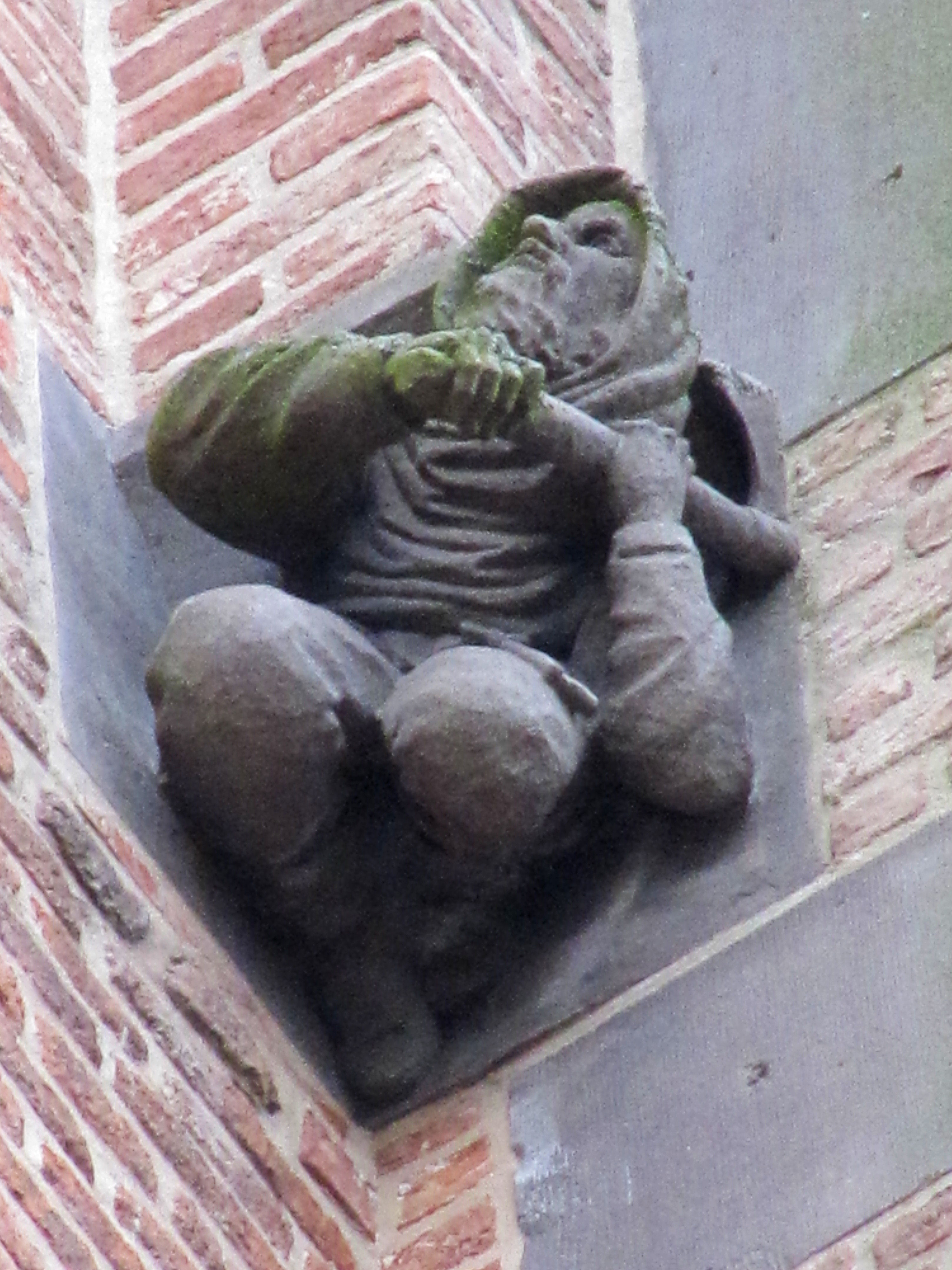
Leendert Nicasius
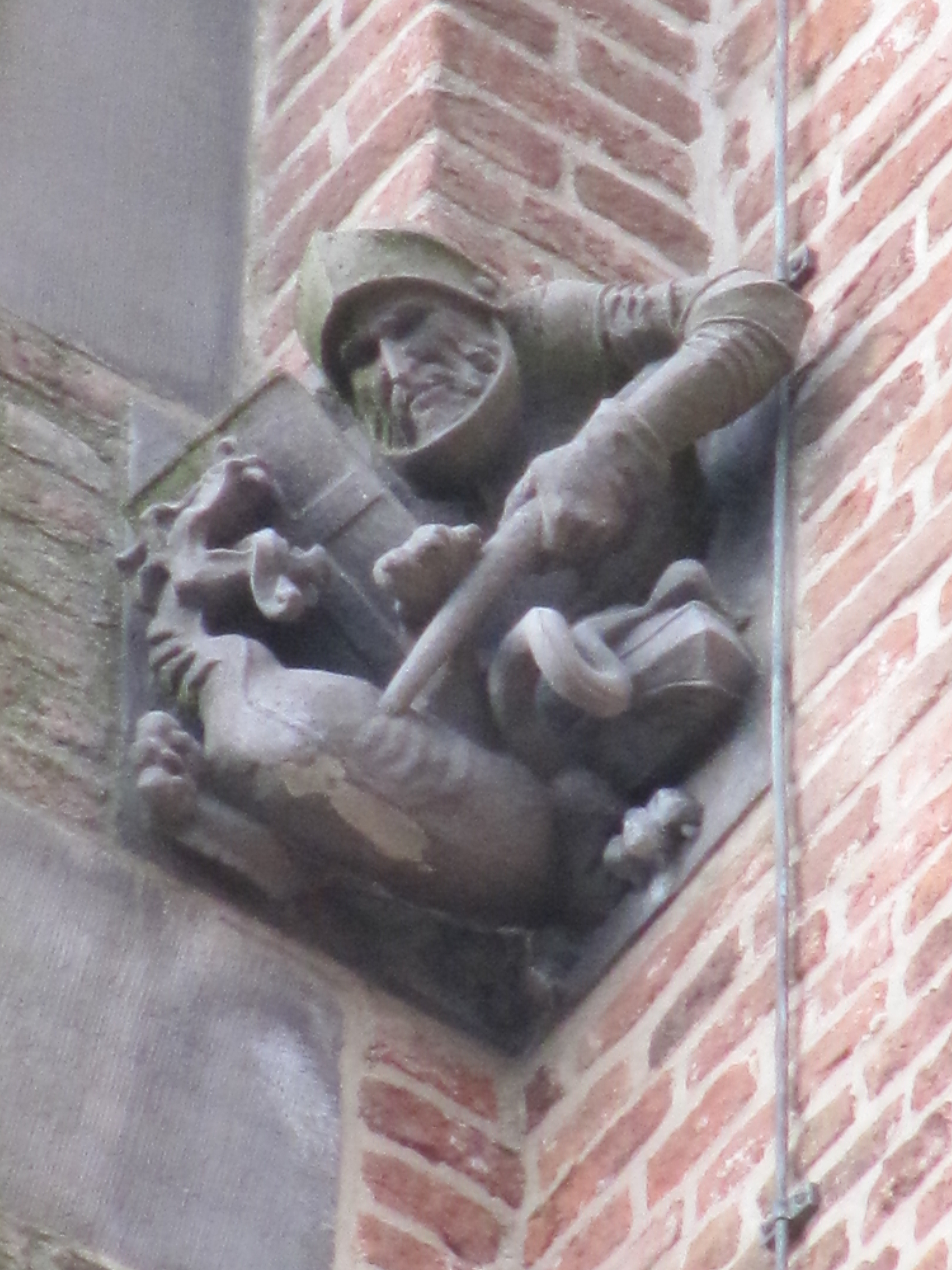
Święty Jerzy zabijający smoka

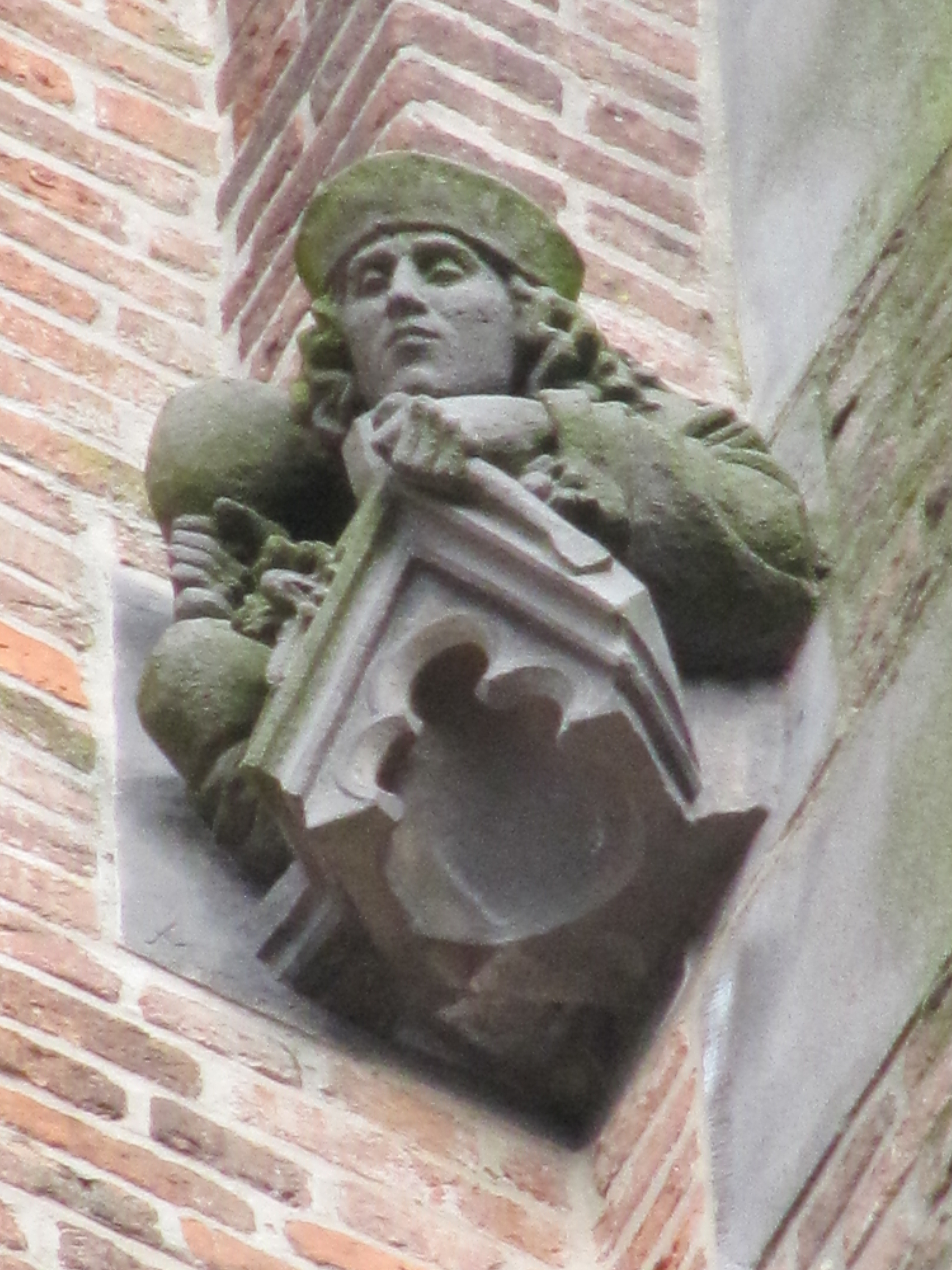
Kamieniarz
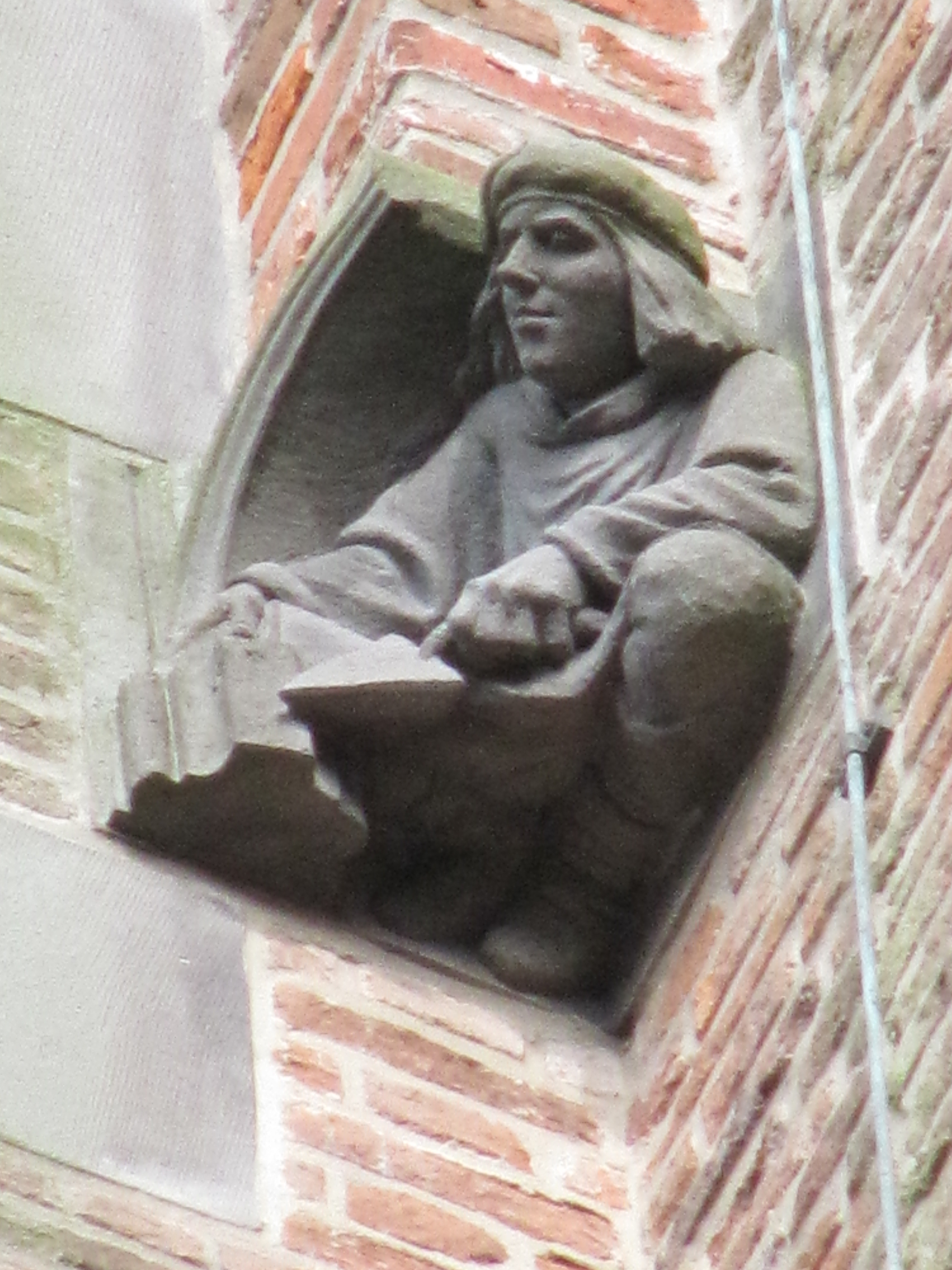
Murarz
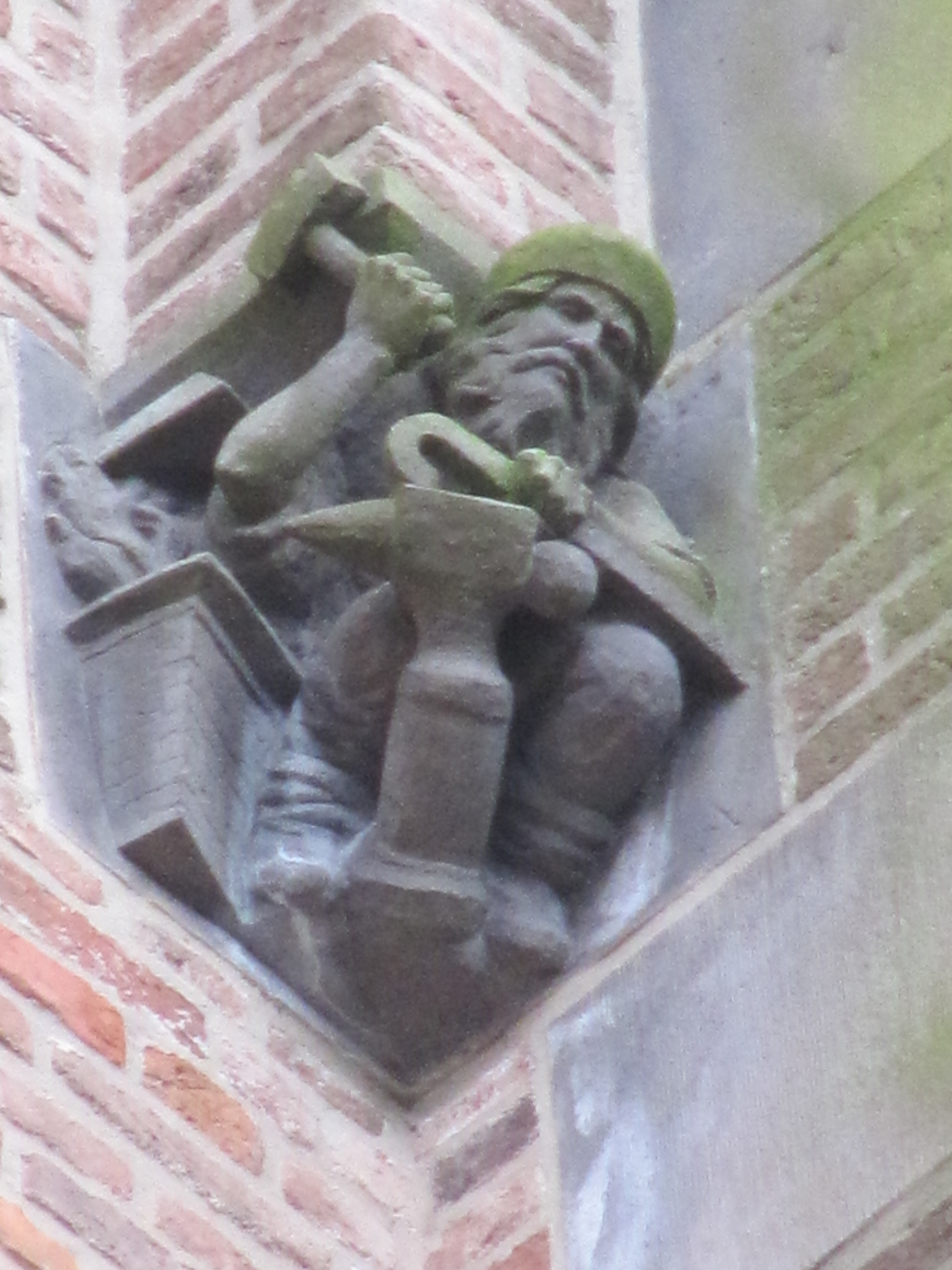
Kowal
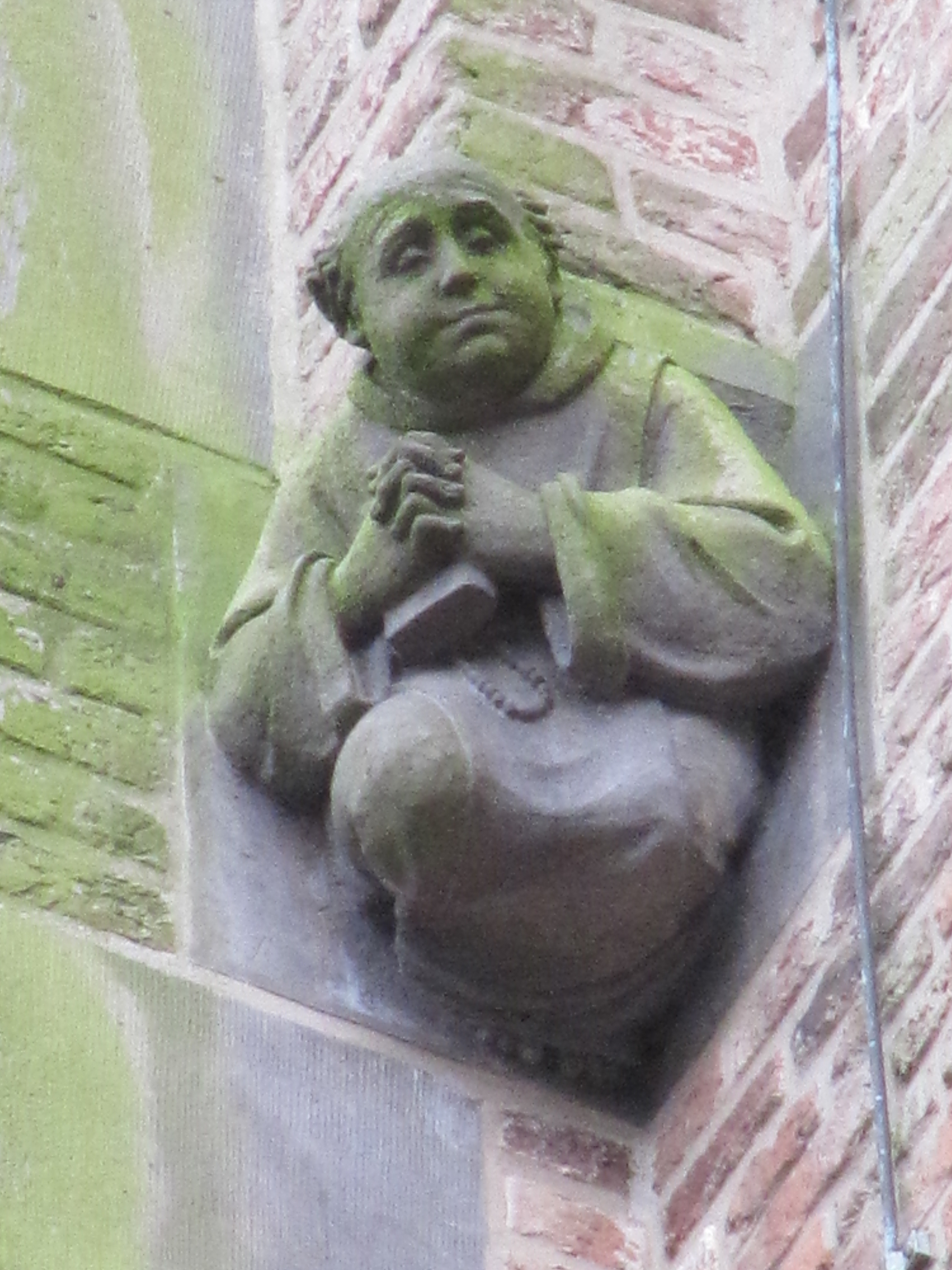
Mnich